# Alberto Urso
Alberto Urso (Mesina, 23 de julio de 1997) es un cantautor, tenor, multinstrumentista, compositor y músico italiano, ganador de la decimoctava edición del concurso de talentos Amici di Maria De Filippi.

## Biografía

### Infancia y primeros años
En 2010 participó en la tercera edición del talent show transmitido por Rai 1 Ti lascio una canzone, haciendo dúo con varios cantantes y ganando la edición junto a los demás concursantes. Estudió en el Conservatorio de Mesina, donde se graduó en teoría y solfeo con las mejores calificaciones. Obtuvo una maestría en canto de ópera en el Conservatorio de Matera.
Es un músico multiinstrumentista: toca el piano, el saxofón, la guitarra y la batería. En septiembre de 2016 fundó el trío musical TNT con Benedetta Caretta y Ludovico Cetri, que se separó después de tres años. En 2017 realizó un dueto con Katia Ricciarelli, quien fue su maestra durante algunos años. Formó parte del cuarteto de tenores Los Cuatro Tenores Italianos junto a Roberto Cresca, Federico Serra y Federico Parisi, para luego participar en la decimoctava edición de Amici di Maria De Filippi.

### 2018-2019: Victoria enAmici 18,Per teySolo
En 2018 participó en el casting de la decimoctava edición del talent show musical Amici di Maria De Filippi emitido en Canale 5, accediendo luego a la fase inicial. El 2 de noviembre lanzó el EP Per te. El 30 de marzo de 2019 accedió a la fase vespertina del programa y el 25 de mayo llegó a la final, resultando ganador. El 10 de mayo lanzó su primer álbum de estudio Solo, que luego fue certificado oro y permaneció en la cima de la lista FIMI italiana durante dos semanas consecutivas. El sencillo Accanto a te (escrito por la cantante Giordana Angi) fue lanzado el 20 de mayo del álbum. Entre los temas del álbum hay también una reinterpretación de Guarda che luna, canción originalmente interpretada por Fred Buscaglione, enriquecida por la participación vocal de Arisa.
En junio de 2019 participó en los SEAT Music Awards, y en julio en Battiti Live, donde presentó el sencillo Ti lascio andare, lanzado el 5 de julio. En septiembre también asumió el papel de entrenador del equipo azul en la primera edición de Amici Celebrities, emitida en prime time en Canale 5.

### 2019-2020:Il sole ad esty el Festival de San Remo 2020
El 31 de octubre de 2019 lanzó su segundo álbum de estudio Il sole ad est, que fue precedido por el sencillo E poi ti penti, lanzado el 20 de septiembre, escrito por Francesco Silvestre. El single Non sono più lo stesso fue lanzado el 15 de noviembre. El 31 de diciembre participó en L'anno che verrà organizado por Amadeus, y el mismo día se anunció su participación en el 70º Festival de San Remo, donde en febrero de 2020 compitió en el concurso con la canción Il sole ad est. Al finalizar el evento musical se ubicó en el decimocuarto lugar del ranking final. La canción fue incluida en la reedición de Sanremo Edition del álbum del mismo nombre.
El 15 de mayo de 2020, en colaboración con el rapero J-Ax, lanzó el sencillo Quando quando quando, una versión del éxito homónimo de Tony Renis. Del 15 de mayo al 5 de junio participó como concursante en la primera edición de Amici speciali, emitida en prime time por Canale 5.

### 2020-presente: Proyectos inéditos y The Tenors
En 2020 hizo un dueto con la mezzosoprano Katherine Jenkins en la canción que dio título a su álbum Cinema Paradiso, lanzado el 3 de julio. El 11 de diciembre se lanzó el sencillo Miracoli, en colaboración con la cantante y soprano Laura Bretan. El 20 de febrero de 2021, durante el decimotercer episodio de la vigésima edición de Amici di Maria De Filippi, presentó su nuevo sencillo Amarsi è un miracolo, lanzado el 12 de febrero anterior.
En 2022 anunció que se había unido al grupo internacional The Tenors. El 4 de enero de 2024 lanzó el sencillo Mille domande, seguido el 1 de noviembre por el sencillo Atlantide.

## Discografía

### Álbumes de estudio
- 2019 – Solo
- 2019 – Il sole ad est

### EP
- 2018 – Per te

### Sencillos
- 2019 – Accanto a te
- 2019 – Ti lascio andare
- 2019 – E poi ti penti
- 2019 – Non sono più lo stesso
- 2019 – Vento d'amore
- 2020 – Il sole ad est
- 2020 – Quando quando quando (feat. J-Ax)
- 2020 – Miracoli (con Laura Bretan)
- 2021 – Amarsi è un miracolo
- 2024 – Mille domande
- 2024 – Atlantide

## Giras
- 2019 – Solo Live Orchestra
- 2021 – Alberto Urso Tour 2021

## Programas de televisión
- Ti lascio una canzone 3 (Rai 1, 2010) - concursante
- Amici di Maria De Filippi 18 (Canale 5, 2018-2019) - concursante, ganador
- Amici Celebrities 1 (Canale 5, 2019) - coach
- Amici speciali 1 (Canale 5, 2020) - concursante

## Participación en eventos de canto
- Festival de San Remo (Rai 1)
  - 2020 – 14º puesto en la sección "Campeones" con Il sole ad est

## Premios y reconocimientos
- Amici di Maria De Filippi
  - 2019 – Ganador de la decimoctava edición en la categoría "Canto"[46]
  - 2019 – Premio TIM[47]